# 한국의 아나키즘

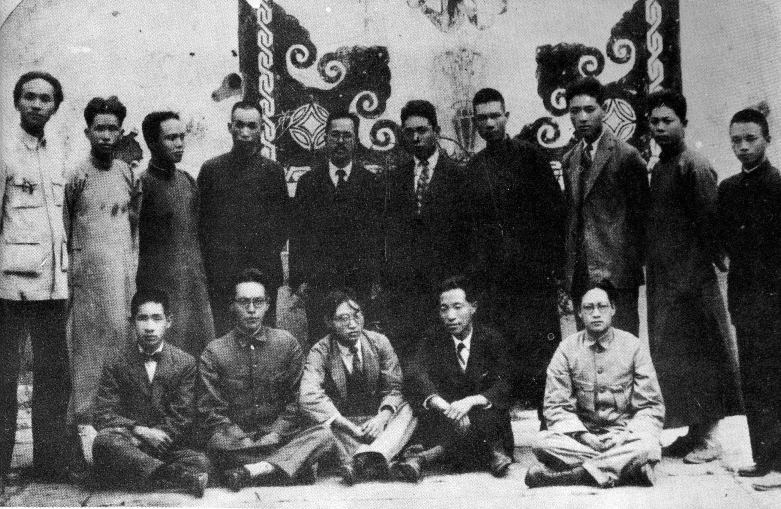
1928년 대한무정부주의연맹

한국의 무정부주의는 일제강점기(1910-1945) 한국에서의 독립운동으로 거슬러 올라가야 한다. 한국의 아나키스트들은 일본 본토와 만주에서 단체를 결성하는 등 대륙을 가로질러 연합했지만, 그들의 노력은 지역 전쟁과 세계 전쟁으로 구멍이 뚫렸다.

## 역사
조선 후기, 한국 성리학 연구자들 중에 아나키즘의 선구자가 많이 나왔다. 정약용은 모든 사람 이 각자의 능력에 따라, 각자의 필요에 따라 기부하는 '촌토제'라는 일종의 무정부 공산주의를 주장했다. 또한 소득과 부의 재분배는 마을 사이에서 수행된다. 최제우는 '사람이 곧 하늘이다'라고 주장하는 ' 동학 '이라는 인본주의적이고 평등주의적인 철학을 추구했다. 이러한 평등주의적 사상은 1894년 동학농민혁명을 통해 실현되었다.

### 구성 기간
1910년 일본의 한국 점령은 보다 급진적인 지지자들이 아나키즘에 끌리는 민족 해방 운동을 부추겼다. 1919년 3·1 운동이 주도한 7,500명의 사상자를 낸 독립투쟁 이후 많은 조선인들이 만주로 이주하여 독립공동체를 형성하였다.
1923년 신채호는 "조선혁명선언서"를 발표했는데, 이는 한국인에게 압제자를 다른 압제자로 바꾸거나 착취하는 사회가 되지 말라고 경고했다. 그는 외세의 통제를 제거하는 것뿐만 아니라 새로운 자유와 물질적 개선을 보장하기 위해 혁명을 추진했다. 한국의 무정부주의자들은 그들의 신문 '탈환'(또는 '재정복')으로 명명하고 무정부 공산주의를 옹호했다. 일본의 지배계급은 같은 해 도쿄에서 발생한 지진에 대해 무정부주의자들과 한국인들을 비난하며 반동적인 견해를 보였다.

### 조직 기간
신채호는 1927년 망명 중에 동방아나키스트연맹(EAF)을 창설하는 데 다른 한국 아나키스트들과 합류했다. EAF는 중국, 일본, 베트남 전역에 회원을 보유하고 있었다.
특히 만주는 한국과 접경한 만주의 아나키스트 자치구였던 만주조선인회 (KPAM)의 결성을 선언하면서 한국의 새로운 아나키스트 운동의 온상이 되었다. 1929년. KPAM은 연방주의, 선물경제, 상호부조의 원칙에 따라 조직되었으며, 여전히 한국 아나키즘에서 가장 중요한 발전 중 하나로 여겨진다

### 전후 기간
제2차 세계 대전이 끝난 후, 한국은 중국에 국가 공산주의가 존재하고 미국이 점령한 일본에서 사회주의 신념에 대한 탄압이 널리 퍼져 있었음을 감안할 때 아시아에서 대규모 아나키스트 운동을 겪은 유일한 지역이었다. 한국 아나키스트 연맹은 전쟁 전에 통일된 민족 전선에 반대했지만, 전쟁 중에 일부 아나키스트들은 독립 투쟁을 위해 대한민국 임시정부에 가담했다. 일부 아나키스트들은 외세로부터의 보호를 위해 정부와의 동맹을 장려했고, 다른 이들은 계속해서 전국의 자치 단위 연합을 지지했다.
광복 이후 아나키스트들은 대한민국에서 활동을 이어나가며 독립노농당(1946~1961) 등 독자 조직을 구성하기도 하였으나 끝내 주요한 정치 세력을 이루지 못하였고 이후 다양한 정파로 흩어져 세력이 약화되었다.

## 현대의 분석
많은 다른 그룹과 개인이 초기 한국 아나키즘의 특성과 이 그룹이 생각하는 아나키스트 이상, 특히 민족주의적이고 인종적으로 동기가 부여된 경향이 운동 내의 개인뿐만 아니라 그룹 내에 존재하는 경향에서 벗어났는지 여부에 대해 논의했다. 특히 황동연과 헨리 엠은 전통적인 서구의 아나키스트 이데올로기 개념이 그룹의 목표를 완전히 이해하는 데 방해가 되었으며, 많은 서구 아나키스트가 그룹과 그 목표를 낭만적으로 만들었다고 비판했다. 전통적인 아나키스트 이론가들의 저작에 엄격하게 기반을 둔 것이 아니라 일본으로부터의 민족 독립에 대한 이러한 다면적인 한국의 아나키즘에 대한 현대적 이해는 한중 아나키스트인 심용철의 현대적 인용문에서 다음과 같이 반향된다. 
“한국의 아나키스트들은 나라를 잃은 노예였기 때문에 민족주의와 애국심에 애정을 쏟아야 했기 때문에 어느 것이 그들의 주된 생각이고 어느 것이 부차적인 생각인지 구별하는 데 어려움을 겪었다. 그 이유는 그들의 적이 유일한 적이었던 일본 제국주의였기 때문이다. 내 삶은 이런 모순과 함께 표류해 온 삶이다."

## 같이 보기
- 신민부
- 한국의 공산주의
- 하기락
- 김좌진
- 3·1 운동
- 박열

## 서지
- Em, Henry H. (1999). “Nationalism, Post-Nationalism, and Shin Ch'ae-ho.” (PDF). 《Korea Journal》 39 (2): 283–317. ISSN 0023-3900. OCLC 781625770. 2024년 5월 6일에 원본 문서 (PDF)에서 보존된 문서. 2022년 9월 23일에 확인함.
- Graham, Robert (2013). 《Anarchism: A Documentary History of Libertarian Ideas》 (영어) 3. Montreal: Black Rose Books. ISBN 978-1-55164-337-3. OCLC 824655763.
- Hwang, Dongyoun (2010). 〈Korean Anarchism Before 1945: A regional and transnational approach〉.   Hirsch, Steven; van der Walt, Lucien. 《Anarchism and Syndicalism in the Colonial and Postcolonial World, 1870–1940》. Studies in Global Social History 6. Leiden: Brill. 95–129쪽. ISBN 978-90-04-18849-5. ISSN 1874-6705. OCLC 1200925424.
- Hwang, Dongyoun (2016). 《Anarchism in Korea: Independence, Transnationalism, and the Question of National Development, 1919-1984》 (PDF). Albany, New York: SUNY Press. ISBN 978-1-4384-6167-0. OCLC 1039293708.
- Marshall, Peter H. (1993). 〈Korea〉. 《Demanding the Impossible: A History of Anarchism》. London: Fontana Press. 527–528쪽. ISBN 978-0-00-686245-1. OCLC 1042028128.
- MacSimoin, Alan (2005) [1997]. 《The Korean Anarchist Movement》 (PDF). Sacramento, California: Black Powder Press. OCLC 234309540.

## 추가 자료
- Every, Eric; Sumione, Lucky; Veerapan-Lewis, Leila (2014년 1월 22일). “The Story of the Korean Anarchists and the Anarchist Revolution in Manchuria, 1929–1931”. 《Zabalaza》. Johannesburg: Tokologo African Anarchist Collective. OCLC 1112074027. 2022년 1월 13일에 확인함.